# Солнечный (Краснодарский край)
Солнечный — посёлок в Ленинградском районе Краснодарского края Российской Федерации.
Входит в состав Образцового сельского поселения.

## География
Посёлок расположен на реке Челбас.

### Улицы
- ул. Набережная.

## Население
| 2002 | 2010 |
| ---- | ---- |
| 117  | ↗118 |